# 陈瓘 (春秋)
陈瓘（？—？），妫姓，陈氏（田氏），名瓘，字子玉，春秋时代齐国的大夫田乞的儿子，田恒的庶兄。
前484年，齐国、鲁国交战，鲁右军奔逃，齐国陈瓘、陈庄徒步渡过泗水追赶。前480年秋，陈瓘出使楚国，路经卫国，仲由拜见：“上天或许是用陈氏作为斧子，把公室砍削以后又为别人所有，现在不能知道，可能让陈氏最后享有，现在也不能知道。如果和鲁国友好以等待时机，不也是可以的吗？何必搞坏关系呢？”陈瓘说：“对。我接受您的命令了。您派人去告诉我的弟弟（田恒）。”前478年夏六月，晋国赵鞅包围卫国，齐国国观、陈瓘救援卫国，俘虏了晋国单车挑战之人。陈瓘让被俘者穿上他原来的服装，然后接见他，说：“国子掌握齐国政权，命令我说‘不要逃避晋军’，我哪里敢废弃这个命令？哪里又用得着劳驾您呢？”赵鞅说：“我为攻打卫国占卜过，没有为和齐国作战占卜。”于是就撤兵回国。